# Карл-Фердинанд фон Оргіс-Рутенберг
Ка́рл-Фердина́нд фон О́ргіс-Ру́тенберг (нім. Carl Ferdinand von Orgies-Rutenberg; 27 квітня 1741 — 6 березня 1801) — курляндський державний діяч, старший радник, дипломат. Останній ландгофмейстер Курляндії (1794—1795). Представник шляхетного німецького роду Оргісів-Руттенбергів. Народився у Лестені, Курляндія. Син Фердинанда фон Оргіс-Рутенберга й Анни-Катаріни фон Фіркс. Випускник Єнського університету (1759—1762). Асистент  Зельбурзького обер-гауптманського суду (1763—1765). Депутат Курляндського ландтагу (з 1765). Очолював Фрауенберзьке гауптманство (1775—1785), ландтаг (1782), Тукумське обер-гауптманство (1787). Став старшим радником герцога Петера фон Бірона, займав посади канцлера (1788—1794) і ландгофмейстера. В ході російської анексії Курляндії виступав на боці герцога, який намагався відстояти курляндську автономію (1794—1795). Після анексії був тимчасовим регентом Курляндії і Семигалії (1795). Отримав від Катерини II чин дійсного таємного радника (1795) і Орден святої Анни (1797). Голова Мітавського вищого суду (1797—1801). Помер у Мітаві, Росія.

## Імена
- Ка́рл-Фердина́нд фон О́ргіс-Ру́тенберг (нім. Carl Ferdinand von Orgies-Rutenberg, Carl Ferdinand von Orgies gen. Rutenberg) — повне німецьке ім'я[1].
- Фердина́нд фон О́ргіс-Ру́тенберг (нім. Carl Ferdinand von Orgies-Rutenberg) — коротке німецьке ім'я[1].

## Біографія
Карл-Фердинанд фон Оргіс-Рутенберг народився 24 квітня 1741 року в Лештені, Курляндія, в родині Фердинанда фон Оргіс-Рутенберга й Анни-Катаріни фон Фіркс.
Оргіс-Рутенберг навчався у Мітавській початковій школі. У 1759—1762 роках він вивчав філософію і юриспруденцію Єнському університеті.
Після повернення до Курляндії Оргіс-Рутенберг працював у 1763—1765 роках асистентом Зельбурзького обер-гауптманського суду в Якобштадті. Від 1765 року його обрали депутатом до Курляндського ландтагу від Ауцької парафії.
3 серпня 1765 року Оргіс-Рутенберг одружився із Єлизаветою фон Гроттгусс у Берзебеці, Курляндія. Вона була представницею роду Гроттгуссів, донькою Йоганна фон Гроттгуса.
Протягом 1775—1785 року Оргіс-Рутенберг очолював Фрауенберзьке гауптманство. 1782 року він став маршалом Курляндського ландтагу, а 1787 року — головою Тукумського обер-гауптманства.
1788 року Оргіс-Рутенберг увійшов до числа старших радників герцога Петера фон Бірона й був призначений канцлером Курляндії. 1794 року він очолив курляндський уряд, зайнявши пост ландгофмейстера.
В ході російської анексії Курляндії 1794—1795 років Оргіс-Рутенберг виступав прибічником герцога Петера, який безнадійно намагався відстояти автономність герцогства. Опонентом герцога і ландгофмейстра був лідер проросійської партії Отто-Герман фон дер Говен.
Після анексії, в період interregnum з 28 березня до 26 квітня 1795 року, Колегія старших радників герцогства призначили Оргіса-Рутенберга регентом Курляндії і Семигалії. Того ж року російська імператриця Катерина II надала йому чин дійсного таємного радника Російської імперії, а згодом, 1797 року, удостоїла Ордена святої Анни 2-го ступеня.
1797 року Оргіс-Рутенберг увійшов до російської адміністрації в Курляндії і став ландгофмейстром (головою) Вищого суду в Мітаві. Цю посаду він займав до 1801 року, після чого вийшов у відставку.
Оргіс-Рутенберг помер 6 березня 1803 року в Мітаві, Курляндська губернія, Російська імперія.

## Сім'я
- Батько: Фердинанд фон Оргіс-Рутенберг (?—?)[1]
- Матір:  Анна-Катаріна фон Фіркс (?—?)[1]
- Дружина (з 1765): Єлизавета фон Гроттгусс (?—1788)[1]

## Нагороди
- Орден святої Анни, ІІ ступінь (1797)[3].